# Palmipes
Der Palmipes war ein römisches Längenmaß und gilt als zusammengesetzter Maßbegriff. So soll es einen geometrischen Fuß plus einen Palmus, etwa eineinviertel Fuß oder 20 Digiti („Fingerbreite“) betragen haben.
- 1 Palmipes = 5 Handbreiten entsprach etwa 37 Zentimeter

Als Substantiv kommt der Begriff nur bei Vitruv vor, während Plinius das Wort adjektivisch benutzt. Üblicherweise wurde palmipedalis als Adjektiv verwandt.